# Ñiquela
Ñiquela ist eine Ortschaft im Departamento La Paz im südamerikanischen Andenstaat Bolivien.

## Lage im Nahraum
Ñiquela liegt in der Provinz Loayza und ist der drittgrößte Ort im Cantón Malla im Municipio Malla. Die Ortschaft liegt auf einer Höhe von 3907 m auf einem Bergplateau direkt am Cerro Escalera (4048 m) westlich der Kordillere Quimsa Cruz.

## Geographie
Ñiquela liegt zwischen dem bolivianischen Altiplano im Westen und dem Amazonas-Tiefland im Osten. Die Region weist ein typisches Tageszeitenklima auf, bei dem die Temperaturunterschiede zwischen Tag und Nacht größer sind als die mittleren Temperaturunterschiede zwischen den Jahreszeiten.
Die mittlere Durchschnittstemperatur der Region liegt bei 9 °C, der Jahresniederschlag beträgt 500 bis 600 mm (siehe Klimadiagramm Viloco), mit einer ausgeprägten Trockenzeit von Mai bis August mit Monatswerten von unter 15 mm Niederschlag.

## Verkehrsnetz
Ñiquela liegt in einer Entfernung von 216 Straßenkilometern südöstlich von La Paz, der Hauptstadt des gleichnamigen Departamentos.
Von La Paz führt die asphaltierte Nationalstraße Ruta 1 über El Alto nach Süden. Zwölf Kilometer südlich von El Alto zweigt eine Landstraße nach Südosten ab und folgt dem Río Cala Jahuira 20 Kilometer flussaufwärts. Von dort zweigt eine unbefestigte Stichstraße Richtung Nordosten ab und erreicht nach weiteren 35 Kilometern Sapahaqui. Die Straße folgt dem Verlauf des Río Sapahaqui bis zur Ortschaft Caracato und weiter dem Río Caracato nach Norden bis Khola und von dort weitere 61 Kilometer in südöstlicher Richtung über Viloco nach Jachapampa. Von dort aus führt die Straße weiter in südwestlicher Richtung nach Malla, dem zentralen Ort des Municipios. Fünf Kilometer südwestlich von Jachapampa, nach mehreren Serpentinen auf einer Höhe von 4250 Metern, zweigt an einer Kreuzung eine Seitenstraße nach Westen ab, die Bergrücken von mehr als 4300 Metern überwindet und nach zehn Kilometern Ñiquela erreicht, außerdem auf einem Abzweig sechs Kilometer von der Kreuzung entfernt die Ortschaft Asiriri.

## Bevölkerung
Die Einwohnerzahl der Ortschaft ist in dem Jahrzehnt zwischen den beiden letzten Volkszählungen auf ein Mehrfaches angestiegen:
| Jahr | Einwohner         | Quelle       |
| ---- | ----------------- | ------------ |
| 1992 | keine Detaildaten | Volkszählung |
| 2001 | 83                | Volkszählung |
| 2012 | 429               | Volkszählung |
| 2024 |                   | Volkszählung |